# All You Need Is Kill
All You Need Is Kill è una light novel di genere fantascientifico militare, scritta da Hiroshi Sakurazaka e illustrata da Yoshitoshi ABe. È stata pubblicata nel dicembre 2004 da Shūeisha sotto l'etichetta Super Dash Bunko ed è stata nominata nel 2005 per il Premio Seiun. Dall'opera è stato tratto il film Edge of Tomorrow - Senza domani, uscito nel 2014. Dall'opera verrà tratto un adattamento film anime, annunciato il 13 marzo 2025.

## Trama
Keiji Kiriya è una nuova recluta dell'UDF (Unit Defense Force) che combatte contro una misteriosa specie aliena che ha invaso la Terra: i Mimics. Keiji viene ucciso alla sua prima battaglia ma per uno strano e inspiegabile fenomeno si risveglia e si ritrova al giorno prima della battaglia. Il fenomeno si ripete lasciando Keiji intrappolato in un loop temporale in cui vive continuamente la sua morte e le successive resurrezioni. Ad ogni ciclo, Keiji impara qualcosa in più su come sopravvivere e le sue abilità come soldato si affinano, in un disperato tentativo di cambiare il proprio destino.

## Manga
Il romanzo è stato adattato in manga da Ryosuke Takeuchi (sceneggiatura) e Takeshi Obata (disegni), su Weekly Young Jump dal gennaio 2014.

## Adattamento cinematografico
La Warner Bros. ha acquistato i diritti cinematografici del romanzo: il film, uscito il 29 maggio 2014 con il titolo Edge of Tomorrow - Senza domani, è diretto da Doug Liman e interpretato da Tom Cruise e Emily Blunt.

## Adattamento anime
Un film adattamento anime è stato annunciato il 13 marzo 2025, diretto da Kenichiro Akimoto, e prodotto da Warner Bros. Japan e Studio 4°C. Il film racconterà la storia da un altro punto di vista rispetto alla novel e all'adattamento cinematografico.

## Edizioni
- (IT) Hiroshi Sakurazaka e Ryosuke Takeuchi, All you need is kill. Complete edition (Vol. 1-2), illustrazioni di Yoshitoshi ABe, Takeshi Obata, Panini Comics, 2020, ISBN 978-8891297334.